# Oxyurostylis atlantica
Oxyurostylis atlantica is een zeekommasoort uit de familie van de Diastylidae. De wetenschappelijke naam van de soort is voor het eerst geldig gepubliceerd in 1981 door Radha Dev & Kurian.